# Енн Вілсон
Енн Дастін Вілсон (19 червня 1950 , Сан-Дієго, Каліфорнія ) — американська рок-співачка та авторка пісень, яка досягла популярності у складі рок-гурту Heart.
Вілсон входила до складу колективу з початку 1970-х років, очолюваного її молодшою сестрою Ненсі Вілсон. В альбомах Dreamboat Annie (1975) та Little Queen (1977) стали відомими такі пісні, як «Magic Man», «Crazy on You» та «Barracuda». Було продано понад 35 мільйонів примірників альбомів по всьому світу, які входили до десятки найкращих альбомів у рейтингу Білборд 200 у 1970-х, 1980-х, 1990-х і 2010-х роках.
Енн Вілсон посіла 78-е місце в рейтингу «Найвидатніші вокалісти хеві-металу всіх часів» за 2006 рік У 2013 році її включили до Зали слави рок-н-ролу як учасницю Heart. Вілсон володіє вокальним діапазоном ліричного сопрано.

## Раннє життя
Енн Дастін Вілсон народилася 1950 року в Сан-Дієго у штаті Каліфорнія в США. Її батько був майором морської піхоти США. Через військову службу її батька сім'я Вілсонів часто переїжджала. Вони жили поблизу американських військових об'єктів у Панамі та на Тайвані, перш ніж оселитися в Сіетлі, штат Вашингтон, на початку 1960-х років. Щоб зберегти відчуття дому, де б вони не проживали, Вілсони займалися музикою. «У неділю ми їли млинці та співали оперні пісні», — згадувала її сестра Ненсі Вілсон. «Мій тато диригував у вітальні. Там було все: від класичної музики до Рея Чарльза, Джуді Ґарленд, Пеггі Лі, Босанова та ранньої експериментальної електронної музики».
Сім'я Вілсонів зрештою оселилася в Беллв'ю, передмісті Сіетла, штат Вашингтон. У 1968 році Енн закінчила Саммамішську середню школу. Сором'язлива через заїкання, Енн Вілсон шукала самореалізації в музиці. На початку 1970-х років вона приєдналася до місцевого гурту «White Heart», який змінив назву на «Hocus Pocus», а потім у 1974 році на «Heart». Вілсон також відвідувала Корнішський коледж мистецтв.

## Кар'єра

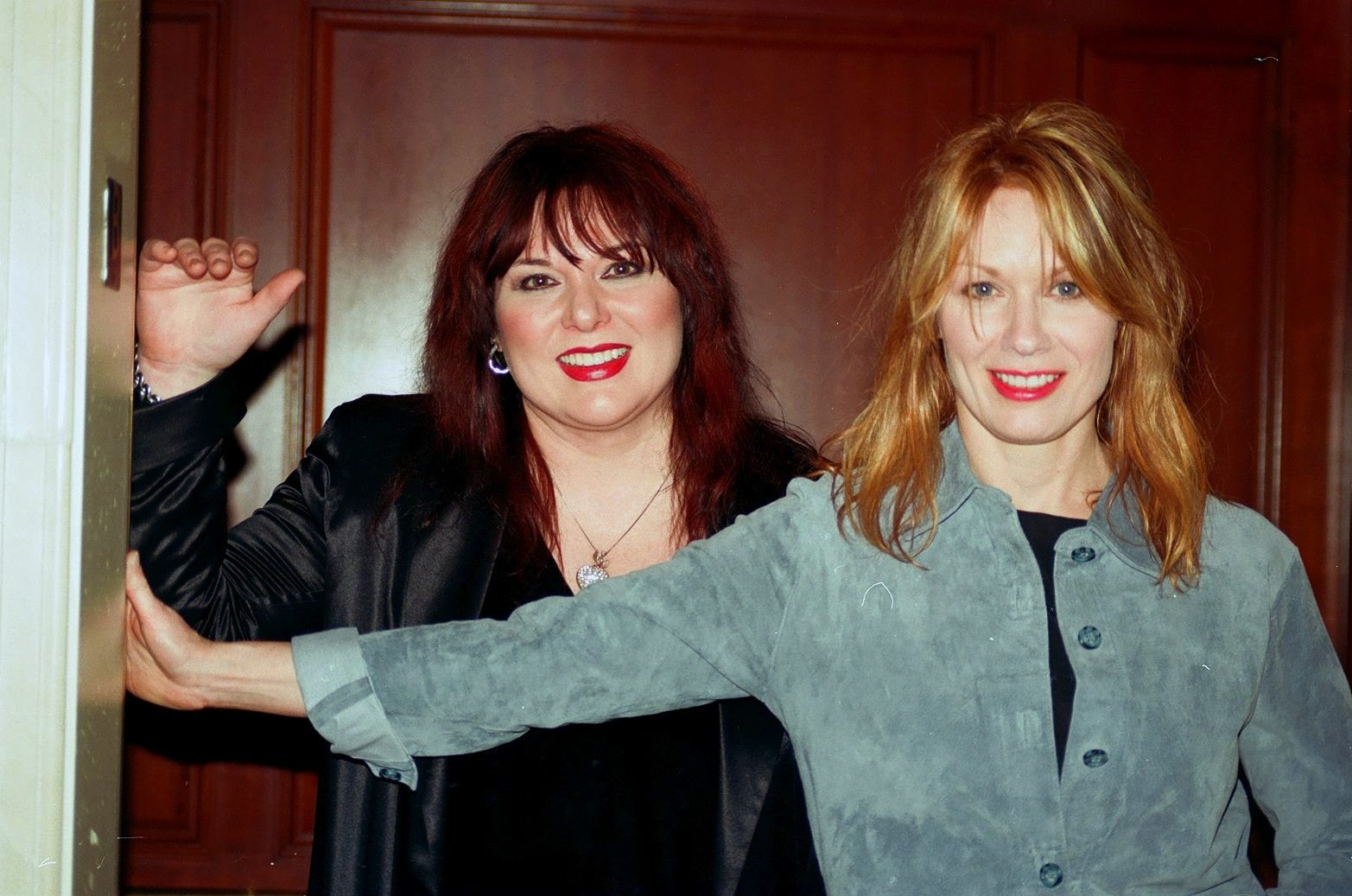
Енн Вілсон (ліворуч) і її сестра Ненсі в 1998 році

Молодша сестра Енн Вілсон, Ненсі, приєдналася до Heart, і гурт переїхав до Канади. Heart записали свій перший альбом «Dreamboat Annie» у Ванкувері в 1975 році. У Сполучених Штатах Америки він почав продаватися в 1976 році, коли «Magic Man» став першим хітом «Heart» у топ-10 у США, досягнувши 9-го місця в Billboard Hot 100, а «Crazy on You» — 35-го. Обидві пісні були написані у співавторстві Енн та Ненсі Вілсон. У 1977 році вони випускають альбом «Little Queen», який містить перший великий хіт гурту — пісню «Barracuda». 1978 року виходить «Dog & Butterfly». У 1992 році Енн взяла участь у записі міні-альбому «Sap» гурту «Alice in Chains»; вона виконала партії бек-вокалу в піснях «Brother» та «Am I Inside».
Сестри Вілсон в середині 1990-х років заснували студію звукозапису «Bad Animals Studio» у Сіетлі, названу на честь альбому «Heart» 1987 року «Bad Animals». Удвох вони створили сайд-гурт Lovemongers у складі якого виконали пісню «Led Zeppelin» «The Battle of Evermore» в саундтреку 1992 року до фільму «Одинаки» Кемерона Кроу (тодішнього чоловіка Ненсі). Пізніше ця пісня увійшла до міні-альбому з чотирьох пісень. Дебютний альбом The Lovemongers Whirlygig вийшов у 1997 році.
Вілсон приєдналася до продюсера Алана Парсонса в 2001 році в концертному турі на честь «Beatles» під назвою A Walk Down Abbey Road.
11 вересня 2007 року Енн Вілсон випустила свій перший сольний альбом «Hope & Glory» Серед запрошених гостей в записі альбому взяли участь Елтон Джон, kd lang, Елісон Краусс, Гретхен Вілсон, Шон Колвін, Руфус Уейнрайт, Вайнонна Джадд і Діана Картер. Сестра Ненсі Вілсон також брала участь у записі трьох пісень: «Little Problems, Little Lies», «Isolation» та кавера на пісню Led Zeppelin «Immigrant Song».
22 листопада 2012 року Вілсон заспівала оригінальну обробку «гімну США» у супроводі Далласського симфонічного оркестру на початку футбольного матчу на День подяки між «Даллас Ковбойс» та «Вашингтон Редскінз».
2 грудня 2012 року сестри Вілсон виступили в Кеннеді-центрі, на заході присвяченому «Led Zeppelin». Також були присутні троє живих учасників «Led Zeppelin»: Роберт Плант, Джиммі Пейдж та Джон Пол Джонс. «The Wilsons» виконали «Stairway to Heaven» у супроводі оркестру та хору та за участю Джейсона Бонема (сина барабанщика «Zeppelin» Джона Бонема) на барабанах.
13 липня 2015 року Вілсон оголосила про сольний тур «The Ann Wilson Thing», який розпочався 21 вересня. Вона випустила свій перший EP «The Ann Wilson Thing! — № 1», в цифровому вигляді 18 вересня 2015 р. 22 липня 2016 року Вілсон оголосила про вихід другого мініальбому Focus у продовження «The Ann Wilson Thing!» У вересні 2016 року Вілсон виступала у міні-турі по Флориді «The Ann Wilson Thing!» на підтримку однойменного альбому.

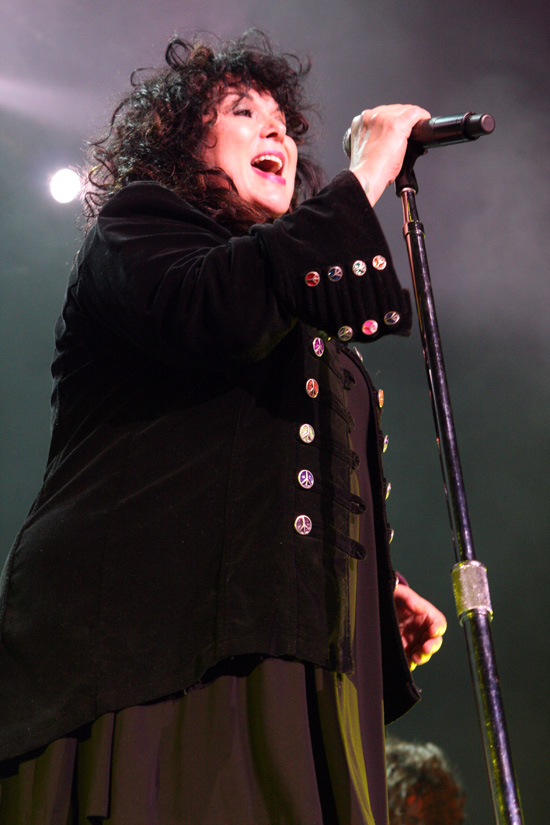
Виступ Енн Вілсон у 2011 році

12 жовтня 2017 року на екрани вийшов перший повнометражний фільм про Вілсон «Енн Вілсон: У фокусі». У ньому демонструвалося інтерв'ю з Енн, записане 21 березня 2017 року, у власному будинку Крісс Кейн. Крім того співачка виконала двадцять повних пісень із туру «Ann Wilson of Heart» у Вілмінгтоні (штат Північна Кароліна).
Гітарист і вокаліст «Wilson» та «Alice in Chains» Джеррі Кантрелл вшанував пам'ять свого покійного друга Кріса Корнелла, виконавши пісню «Soundgarden» «Black Hole Sun» під час церемонії в Залі слави рок-н-ролу 14 квітня 2018 року.
3 серпня 2018 року Енн Вілсон випустила «You Don't Own Me» як другий сингл зі свого сольного альбому «Immortal». У випущеному 14 вересня 2018 року, альбомі представлено десять пісень.
У травні 2021 року Вілсон оголосила про свої перші публічні виступи після пандемії COVID-19 у міні-турі «Rite of June».

## Особисте життя

### Особисте життя
Протягом 1970-х років Вілсон зустрічалася з Майклом Фішером — менеджером Heart, тоді як її молодша сестра Ненсі зустрічалася з гітаристом Роджером Фішером, молодшим братом Майкла. У 1979 році обидві пари розпалися; Енн заявила, що Майкл почав зустрічатися з іншою жінкою, і вони розлучилися.
1991 року Енн Вілсон усиновила доньку Марі, а в 1998 році — сина Дастіна
Енн Вілсон вийшла заміж за Діна Веттера в квітні 2015 року. Пара зустрічалася недовгий час у 1980-х роках.
Вранці 27 серпня 2016 року Веттера заарештували за напад на 16-річних синів-близнюків Ненсі Вілсон після того, як хлопці залишили двері його фургона відкритими. Інцидент стався під час виступу «Heart» в амфітеатрі Вайт-Рівер в Оберні, штат Вашингтон, напередодні ввечері. Пізніше Веттер визнав себе винним у звинуваченнях. Стосунки сестер загострилися через цей інцидент. Після завершення туру «Heart» у 2016 році сестри вирішили гастролювати зі своїми власними групами сайд-проєктів, і в квітні 2017 року Енн повідомила про перерву в діяльності «Heart». У лютому 2019 року сестри оголосили, що перерва у «Heart» закінчилась і влітку гурт вирушить у турне «Love Alive». У березні 2019 року сестри возз'єдналися на сцені вперше після припинення спільних виступів, на благодійному концерті «Love Rock NYC».

### Здоров'я
У дитинстві над Енн знущалися через надмірну вагу. У 1970-х роках вона твердо вирішила схуднути і досягла результату на початку 1980-х років: голодувала і вживала таблетки для схуднення. Проте, після повернення в середині 1980-х років до «Heart» Енн знову значно набрала вагу. Побоюючись, що фігура вокалістки Heart зашкодить іміджу гурту, керівники звукозаписної компанії та учасники гурту почали примушувати її схуднути. У відеокліпах ракурси камери та одяг часто обиралися так, щоб візуально зменшити її. Також камери більше фокусувалися на її стрункішій сестрі Ненсі. Енн неодноразово заявляла, що вона почала страждати від панічних атак, викликаних стресом, через негативний розголос навколо її ваги. У січні 2002 року їй зробили операцію бандажування шлунку для зменшення ваги після того, що вона назвала «довічною битвою» зі своєю вагою.
У листопаді 2009 року Енн втратила свідомість. Лікарі виявили у неї захворювання печінки внаслідок вживання алкоголю. Хоча після усиновлення доньки вона припинила вживати інші наркотики, вона частіше і більше вживала алкоголь. Ненсі та інші члени сім'ї та команда гурту певний час хвилювалися за неї, планували протистояти їй і навіть влаштували перерву в турне «Heart», щоб дати Енн можливість пролікуватися. Зрештою, вона пройшла терапію самостійно. В 2012 році Енн розповіла про свою минулу боротьбу з кокаїном та алкоголізмом. Вона заявила, що вела тверезий спосіб життя з 2009 року .

## Дискографія

### Студійні альбоми
| Рік      | Назва        | Примітки                | Пос.   |
| -------- | ------------ | ----------------------- | ------ |
| 2007 рік | Hope & Glory | обкладинка альбому      | [ 40 ] |
| 2018 рік | Immortal     | обкладинка альбому      | [ 40 ] |
| 2022 рік | Fierce Bliss | обкладинки та оригінали | [ 41 ] |

### Виступи на спільних концертах
| Рік      | Назва                            | Пос.   |
| -------- | -------------------------------- | ------ |
| 2015 рік | The Ann Wilson Thing! #1         | [ 42 ] |
| 2016 рік | The Ann Wilson Thing! #2 — Focus | [ 42 ] |

### Одиночні виступи
| Рік      | Назва                                                        | Альбом            | Примітки                                     | Пос.          |
| -------- | ------------------------------------------------------------ | ----------------- | -------------------------------------------- | ------------- |
| 1969 рік | «Standin' Watching You» ч/б «Дивно, як мені це вдалося»      | неальбомний сингл | обкладинки, з Daybreaks                      | [ 43 ] [ 42 ] |
| 1969 рік | «Through Eyes and Glass» ч/б «I'm Gonna' Drink My Hurt Away» | неальбомний сингл | оригінальна ч/б обкладинка пісні з Daybreaks | [ 43 ] [ 42 ] |
| 2020 рік | «The Revolution Starts Now!»                                 | неальбомний сингл | обкладинка                                   | [ 43 ] [ 42 ] |
| 2021 рік | «Tender Heart»                                               | неальбомний сингл | оригінальна пісня                            | [ 43 ] [ 42 ] |
| 2021 рік | «The Hammer»                                                 | неальбомний сингл | оригінальна пісня                            | [ 43 ] [ 42 ] |
| 2021 рік | «Black Wing»                                                 | «Fierce Bliss»    | оригінальна пісня                            | [ 43 ] [ 42 ] |
| 2022 рік | «Greed»                                                      | неальбомний сингл | оригінальна пісня                            | [ 43 ] [ 42 ] |

### Інші виступи
| Рік      | Назва                       | Альбом                                           | Примітки           | Пос.   |
| -------- | --------------------------- | ------------------------------------------------ | ------------------ | ------ |
| 1984 рік | «Almost Paradise»           | «Footloose»                                      | з Майком Ріно      | [ 44 ] |
| 1986 рік | «The Best Man in the World» | «The Golden Child»                               | оригінальна пісня  | [ 44 ] |
| 1988 рік | «Surrender to Me»           | «Tequila Sunrise»                                | з Робіном Зандером | [ 44 ] |
| 1993 рік | «Auld Lang Syne»            | «Holiday Collection Volume III»                  | пісня              | [ 44 ] |
| 1995 рік | «That's All Right»          | «Blue Suede Sneakers»                            | обкладинка         | [ 44 ] |
| 1996 рік | «Jezebel»                   | «Édith Piaf Tribute»                             | обкладинка         | [ 44 ] |
| 2003 рік | «Promise Her the Moon»      | «Influences and Connections: Volume I — Mr. Big» | обкладинка         | [ 44 ] |
| 2015 рік | «Across the Universe»       | «Keep Calm and Salute the Beatles»               | обкладинка         | [ 44 ] |

### Альбоми
| Рік      | Назва                                       | Пос.   |
| -------- | ------------------------------------------- | ------ |
| 2016 рік | Live at the Belly Up: The Ann Wilson Thing! | [ 45 ] |

### Збірники
| Рік      | Назва         | Примітки                                                  | Пос.   |
| -------- | ------------- | --------------------------------------------------------- | ------ |
| 2021 рік | The Daybreaks | EP, який об'єднує два сингли, записані разом із Daybreaks | [ 46 ] |